# With Fear I Kiss the Burning Darkness
With Fear I Kiss the Burning Darkness – drugi album studyjny szwedzkiego deathmetalowego zespołu At the Gates. Wydawnictwo ukazało się 7 maja 1993 roku nakładem wytwórni muzycznej Peaceville Records. Nagrania zostały zarejestrowane w kwietniu 1993 roku w znajdującym się w Sztokholmie Sunlight Studios. W 2003 roku podobnie jak The Red in the Sky Is Ours album ten został ponownie wydany.
Według gitarzysty zespołu Andersa Björlera album ten jest najmroczniejszym albumem At the Gates. Z kolei wokalista zespołu Tomas Lindberg powiedział, że okładka tej płyty jest prawdopodobnie jego ulubioną.

## Lista utworów
Opracowano na podstawie materiału źródłowego.
1. „Beyond Good and Evil” – 2:42
2. „Raped by the Light of Christ” – 2:58
3. „The Break of Autumn” – 4:59
4. „Non-Divine” – 4:44
5. „Primal Breath” – 7:22
6. „The Architects” – 3:30
7. „Stardrowned” – 4:02
8. „Blood of the Sunsets” – 4:33
9. „The Burning Darkness” – 2:16
10. „Ever-Opening Flower” – 4:59
11. „Through the Red” – 3:26

Utwory dodatkowe z reedycji z 2003 roku:
12. „Neverwhere” (Live) – 6:04
13. „Beyond Good and Evil” (Live) – 2:42
14. „The Architects” (wersja demo) – 3:29
15. „The Nightmare Continues” (Discharge cover) (ukryty utwór) (wersja demo) – 1:15

## Twórcy
Opracowano na podstawie materiału źródłowego.
| Skład zespołu: - Anders Björler – gitara - Jonas Björler – gitara basowa - Adrian Erlandsson – perkusja - Alf Svensson – gitara - Tomas Lindberg – śpiew Dodatkowi muzycy i wokaliści: - Matti Kärki – wokal w utworze „Ever-Opening Flower” | Inni: - Åke Hodell – okładka - Tomas Skogsberg – produkcja - Noel Summerville – mastering - Eric Gunewall – fotografia - Fred Estby, Lars Linden, Tomas Skogsberg – nagrywanie |